# Estetizzazione della violenza
(Takashi Miike)
Con estetizzazione della violenza, in campo artistico o televisivo e cinematografico, si intende una “messa in scena” della violenza prolungata e rilevante. Secondo l'esperta di cinema Margaret Bruder (Università dell'Indiana) i film che seguono questo «registro stilistico eccessivo» sono ricchi di «immagini, giochi visivi, e segni» che fanno riferimento a un intero apparato di convenzioni di genere, simboli culturali, e concetti chiaramente riconoscibili dagli spettatori.

## Potenza della rappresentazione

### Estetizzazione della violenza nelle arti
Il mondo dell'arte in senso lato e, in particolare, le arti visive e la letteratura hanno estetizzato la violenza al punto da renderla una forma d'arte autonoma. Nel 1991, Joel Black, professore di letteratura dell'Università della Georgia, ha affermato che: «Se, tra tutte le azioni umane possibili, ce n'è una che evoca l'esperienza estetica del sublime, di certo si tratta dell'omicidio». Black notò che «Se l'omicidio può essere una forma d'arte, allora l'omicida è una sorta di artista — o un anti-artista — la cui arte si manifesta quale “performance” e la cui specificità non consiste nel “creare”, ma nel “distruggere”». L'idea dell'omicidio quale manifestazione di elementi estetici è di vecchia data, e risale al 1890, quando Thomas De Quincey scrisse: «Qualunque cosa può essere considerata da due punti di vista. L'omicidio, per esempio, potrebbero essere valutato sul piano morale […], tuttavia – lo confesso – questo è il lato più debole; viceversa potrebbe essere valutato da un punto di vista estetico, in relazione cioè a ciò che i tedeschi chiamano il “buon gusto”».

### Estetizzazione della violenza nella cultura di massa
Anche la cultura di massa – ovvero giornali, televisione, riviste, reportage – ha fortemente contribuito a estetizzare la violenza, grazie, per esempio, ai resoconti sensazionalistici di molti crimini o addirittura di certe azioni di guerra. Il libro di Maria Tatar, Lustmord: Sexual Murder in Weimar Germany, analizza una serie di omicidi avvenuti nella Germania pre-hitleriana dal punto di vista della loro rappresentazione artistica, investigando le ragioni che hanno portato a quella estetizzazione della violenza «che trasforma un corpo femminile mutilato in un oggetto che suscita fascino». Secondo il giornalista Patrice Petro, il libro della Tatar è un esempio di studio «sulle tendenze contemporanee e le correnti d'avanguardia dell'arte tedesca, e mira a mettere in evidenza la relazione esistente tra genere sessuale, crimini, violenza e rappresentazione». Secondo Leslie Kitchen invece, il libro è un «contributo profondo e provocatorio alla nostra comprensione dei conflitti sessuali e dell'estetizzazione della violenza nella cultura contemporanea». Ancora: Lilie Chouliaraki, nel suo articolo The Aesthiticization of suffering on television (2006), analizza alcuni fotogrammi di una scena di guerra. Lo scopo è comprendere «le strategie di mediazione televisiva, che trasformano in ‘notizia’ la forte tensione e l'intensa sofferenza umana insite in un combattimento aereo». In conclusione, secondo la Chouliaraki, «il bombardamento di Baghdad durante la guerra in Iraq del 2003 è stato filmato in campo lungo e con una forte connotazione narrativa, [ovvero] elementi che fanno leva su un'estetica dell'orrore», e sulla «bellezza inquietante» della scena stessa (Luc Boltanski). Ella sostiene quindi che, in televisione, «l'estetizzazione della sofferenza si ottiene ricorrendo a uno specifico e complesso linguaggio visivo e verbale, che elimina l'aspetto doloroso e penoso della sofferenza umana, ma, che, contemporaneamente, non rinuncia agli effetti fantasmagorici di uno stra-ordinario taubleau vivant». Ne deriva un'estetizzazione della sofferenza che, in apparenza, lascia inalterato il tono di oggettività e imparzialità del messaggio, ma in verità funziona quale invito subliminale a favore della guerra stessa».

### Estetizzazione della violenza nel cinema
I registi del XX secolo che hanno fatto ricorso al registro espressivo dell'estetizzazione della violenza sono molti. Secondo James Fox, Donald Cammell «considera la violenza proprio come un'artista considera la pittura. Di quali elementi è composta? Qual è la sua natura e quale il suo fascino?». Ad esempio, il personaggio di Hannibal Lecter, interpretato da Anthony Hopkins, è un ex medico dedito al cannibalismo e circondato da un'aura particolare che lo rende affascinante, attraente e, insieme, spaventoso. È una scelta estetica ben precisa; infatti, tale commistione tra la terribilità e l'intelligenza superiore (alias, una forma di bellezza in senso lato) è tipica del concetto di sublime di epoca romantica. In entrambi i film, Il silenzio degli innocenti (1991) e Hannibal (2001), i rispettivi registi, Jonathan Demme e Ridley Scott, usano intenzionalmente un codice espressivo che mira a sollecitare l'eccitazione (l'entusiasmo, romanticamente inteso) proprio nel momento in cui Hannibal sta per uccidere (e mangiare) la propria vittima. Allo stesso modo, in Velluto blu di David Lynch, Frank Booth, è un uomo violento fino all'eccesso ossessionato a dismisura da piccoli feticci (come appunto il “velluto blu” del titolo) che assumono un ruolo da protagonisti proprio durante l'aggressione delle vittime. Ancora: la recensione di Xavier Morales di Kill Bill: Volume 1 di Quentin Tarantino, intitolata "Bellezza e violenza", definisce il film «un esempio di originale estetizzazione della violenza». Egli afferma che questo film, «uno dei più violenti mai girati, [è] un territorio che lascia senza fiato, in cui arte e violenza si fondono in un'indimenticabile esperienza estetica». Secondo Morales, «Tarantino riesce a fare esattamente ciò che Alex De Large, in Arancia meccanica di Stanley Kubrick, sta solo cercando di realizzare: ovvero, presenta la violenza come una forma d'arte espressiva [...] essa è talmente fisicamente gratificante, così impressionante visivamente ed eseguita con una tale meticolosità da sollecitare in profondità il nostro istinto e le nostre reazioni emotive, minando e indebolendo perfino qualunque altra possibile valutazione razionale. Tarantino riesce a trasformare un oltraggio alla morale in pura bellezza estetica; [...] come tutte le forme d'arte, anche la violenza serve uno scopo comunicativo che prescinde dalla sua valenza estetica». Quando la protagonista, la Sposa, abile nella spada «si fa largo con maestria facendo letteralmente a pezzi gli 88 folli, suoi antagonisti, è evidente che essi rappresentano una sorta di tela su cui ella mette in scena la propria vendetta: se per un artista è tipico esprimersi con il pennello e i colori, per lei è naturale esprimersi con la spada e il sangue».

### Analisi dell'estetizzazione della violenza nei film
Vi sono due categorie di critici che fino ad oggi si sono dedicati all'analisi di film violenti, le cui immagini vogliono provocare un piacere estetico negli spettatori: coloro che ritengono la rappresentazione della violenza come un meccanismo di superficie che mira a desensibilizzare gli spettatori alla brutalità, aumentando la loro predisposizione all'aggressività; e coloro che considerano la violenza come un contenuto il cui scopo è la catarsi e quindi la possibilità di «un'accettabile sfogo di impulsi anti-sociali». Secondo Adrian Martin, questa seconda categoria di critici rappresenta una sorta di risposta a una tendenza dilagante, quella di coloro che «screditano tutto, da Taxi Driver (Martin Scorsese, 1976) a Terminator 2 - Il giorno del giudizio (James Cameron, 1991), scorgendovi sempre un'influenza culturale desensibilizzate e disumanizzante». Coloro che, invece, valutano la violenza su un piano estetico, sostengono che le scene cruente e scioccanti del grande schermo «non sono violenza reale, e non dovrebbero mai essere confuse con essa […] i film violenti sono intrattenimento, spettacolo, simulazioni – una metafora drammatica, o una catarsi necessaria, simile a quella provocata dal teatro elisabettiano» o, risalendo ancora più indietro, da quello greco. «Si tratta di pura fantasia, di una pura sollecitazione di sensazioni, e si basa su un proprio preciso codice, alcune specifiche leggi estetiche, e una particolare storia».
Margaret Bruder, docente di cinema all'Università dell'Indiana e autrice di Aestheticizing Violence, or How To Do Things with Style propone una distinzione tra la violenza estetizzata e l'uso indiscriminato di scene sanguinarie e cruente che abbondano nei film di guerra e d'azione. Secondo la Bruder, «per “violenza estetizzata" non si può intendere un semplice uso eccessivo della violenza». Per esempio, pellicole come il film d'azione Die Harder sono molto violente, ma «non rientrano nella categoria della violenza estetizzata perché non seguono quel preciso codice stilistico». I film che ricorrono a ciò che ella chiama la «violenza stilizzata [appunto estetizzata] indugiano abbondantemente su armi da fuoco, sangue, esplosioni, sfruttando la messa in scena non tanto per sostenere una sequenza narrativa, quanto per creare un volontario e voluto “effetto spettacolo”, sullo sfondo del quale le specificità della messa in scena visiva possono essere esibite al meglio». I film caratterizzati da violenza estetizzata violano molte delle regole di montaggio e di regia “normali” ovvero improntate al realismo; lo scopo è spettacolarizzare l'azione che si svolge sullo schermo. I registi ricorrono spesso, per esempio, a un «montaggio veloce e azzardato […] a inquadrature improbabili ed eccessive», o al “ralenti” che enfatizzi l'impatto di un proiettile o lo zampillio del sangue. I film di John Woo sono un esempio di questo genere di pellicole. Gli spettatori traggono piacere proprio dal fatto che questi espedienti espressivi sono chiaramente riconoscibili; altrettanto evidente è come Woo mutui da sé stesso, ovvero dalla propria stessa produzione, quelle stesse convenzioni. Inoltre, questi film sono spesso e volentieri infarciti di continue “citazioni” visive di altri lungometraggi che appartengono allo stesso genere, e sono comunque strapieni di marche e indici che, ancora una volta, mirano a segmentare, sospendere e interrompere il flusso narrativo, ovvero a lasciarlo in secondo piano, rispetto allo “spettacolo in sé” (es. Senza tregua (1993), Una vita al massimo (1993), Tombstone (1993)).

## Nella storia

### Arte antica
Nella repubblica ideale, Platone suggerisce di mettere al bando i poeti, in quanto la loro capacità di creare descrizioni esteticamente piacevoli dei comportamenti immorali avrebbe potuto corrompere la mente dei giovani. Platone, nei suoi scritti, si riferisce spesso alla poesia come a una forma di retorica, la cui influenza è persuasiva e quindi spesso dannosa. Egli pensa che soprattutto la poesia tragica, non mediata dal pensiero filosofico, possa rappresentare un pericolo per lo spirito e per la comunità, poiché provoca e alimenta i disturbi psichici, o un generale stato patologico. Essa infatti induce uno stato di sogno, ovvero una condizione in cui la capacità di critica è assente e nella quale ci si perde annegando in uno stato di dolore, afflizione, rabbia e risentimento. In pratica, per Platone, ciò che viene visto a teatro, nell'ambiente domestico, o nelle proprie fantasie è del tutto collegato a ciò che di fatto viene poi compiuto nella vita reale.
Al contrario, Aristotele, nella Politica, sostiene ampiamente il continuo ricorso alla musica, al teatro e alla tragedia. Queste attività rappresentano, infatti, un'occasione per gli individui di liberarsi delle proprie emozioni negative. Alla fine della Politica egli fa riferimento alla catarsi, ovvero a quanto può accadere ascoltando un brano musicale che susciti paura o compassione: coloro che lo ascoltano possono essere “posseduti” da queste emozioni negative. Tuttavia, in seguito, secondo Aristotele, queste persone tornano al proprio stato normale, sperimentando perfino un senso di piacevole sollievo, proprio come se fossero state sottoposte a cure specifiche e a trattamenti purificanti. Allo stesso modo, la musica può anche dare occasione di sperimentare una gioia semplice e pura.

### Dal XV al XVII secolo

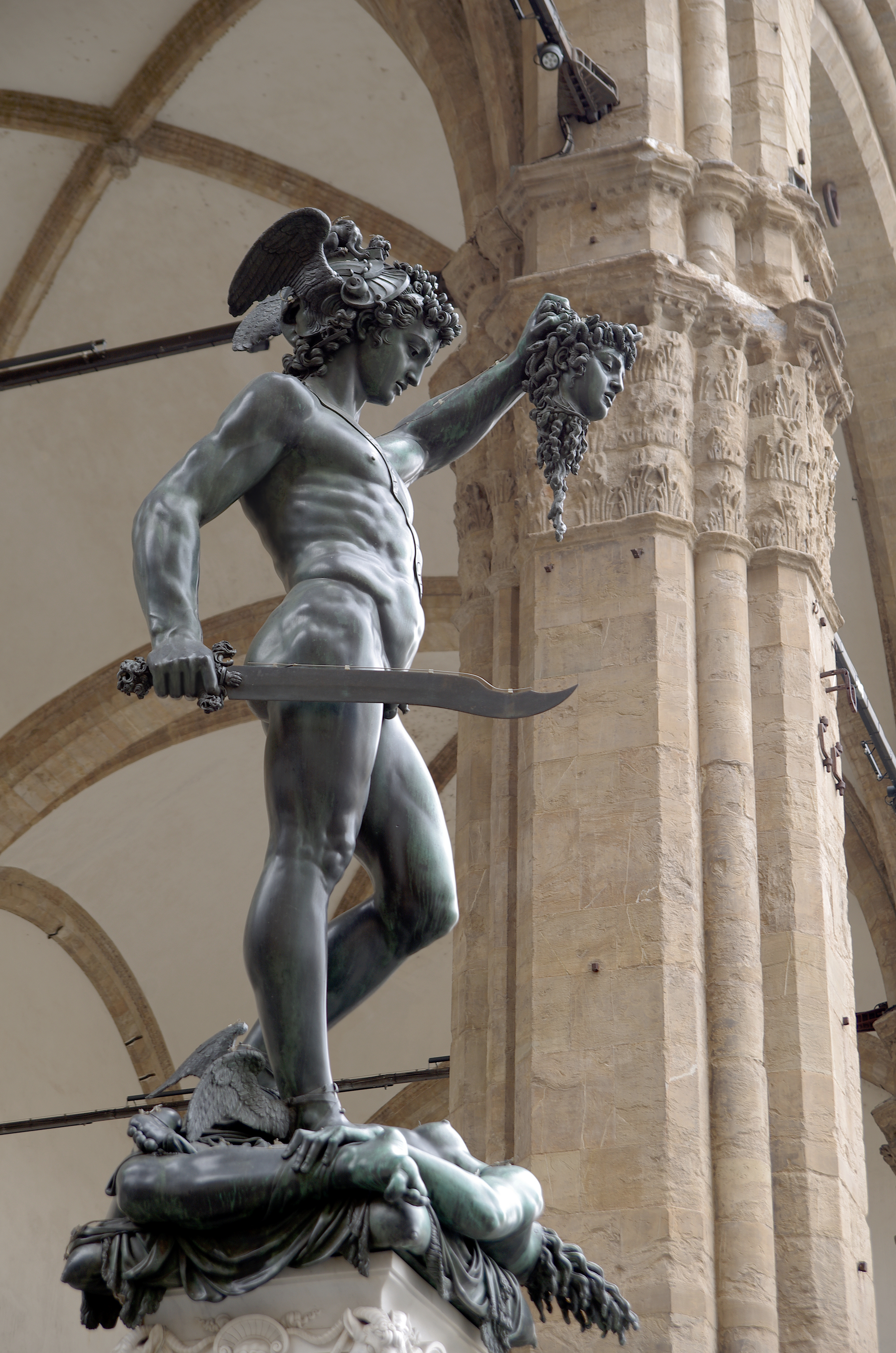
Perseo con la testa di Medusa, nella Loggia dei Lanzi, Firenze

Tra il XV e il XVI secolo, Hieronymus Bosch dipinge spesso demoni, figure metà animali e metà umane, o figure deformi e inquietanti che mirano a provocare un senso di paura e confusione. Il suo intento è riuscire a rappresentare il lato diabolico dell'uomo.
Pieter Bruegel il Vecchio, invece, nel XVI secolo, traduce sulla tela quelle immagini terrificanti che rappresenta, in maniera decisamente estrema, il timore che la gente comune del suo tempo prova davanti all'idea dell'Apocalisse e dell'Inferno.
Anche Mathis Gothart-Neithart, un artista conosciuto con il nome di Matthias Grünewald (1480-1528), si dedica ampiamente alla resa visiva delle emozioni più intense, soprattutto se legate alla sofferenza. La sua versione della Crocifissione (1523-1525, Karlsruhe, Staatliche Kunsthalle), per esempio, non risparmia nemmeno gli astanti. Grünewald sembra portare alla luce in modo impietoso tutti i segni della terribile sofferenza e dell'agonia che la crudeltà e la tortura dei carnefici hanno provocato, esprimendo in modo molto vivido ed efficace un senso di orrore e intenso dolore. L'Altare di Issenheim (Colmar, Musée d'Unterlinden) mostra un'immagine particolarmente violenta di Gesù sulla croce, «con il corpo ricoperto dalle ferite», e la cui chiara focalizzazione è la «sofferenza di Gesù e la sua stessa morte».

### Dal XVIII al XIX secolo
A metà del XVIII secolo, Giovanni Battista Piranesi, un incisore italiano, nonché architetto e archeologo, attivo dal 1740, produce una serie di acqueforti sul tema delle Prigioni. Le figure umane sono raffigurati in posizione di estrema sofferenza o intrappolate come topi, in un ambiente simile a un labirinto, in una piena estetizzazione della violenza e della sofferenza.
Nel 1849, a seguito delle rivoluzioni che insanguinano le strade d'Europa – sebbene sedate dalle autorità che riconsolidano il potere istituito – il compositore Richard Wagner scrive: «Provo un irresistibile desiderio a praticare almeno un po' di terrorismo artistico».
A seguito dell'esplosione avvenuta all'interno della Camera dei Deputati, nel 1893 ad opera di Auguste Vaillant, sembra che Laurent Tailhade abbia pronunciato queste parole: «Qu'importent les victimes, si le geste est beau?» [Che importanza hanno le vittime, se è stato un bel gesto?]. Invece, nel 1929, nel Secondo Manifesto del Surrealismo, André Breton afferma: «L'acte surréaliste le plus simple consiste, revolvers aux poings, à descendre dans la rue et à tirer au hasard, tant qu'on peut, dans la foule» [L'azione surrealista più semplice consiste nel riversarsi nelle strade, con le pistole in pugno, e sparare a caso in mezzo alla folla, il più possibile].

## Teoria dell'estetizzazione e semiotica

### Baudrillard
Jean Baudrillard, teorico francese post-moderno, afferma che se le società moderne erano «organizzate intorno al concetto di produzione e consumo di beni e merci, le società post-moderne sono organizzate intorno al concetto di simulazione e di gioco delle immagini». In questo senso, nella «società postmoderna, mediatica e consumistica, tutto diventa immagine e segno, [o perfino] spettacolo». Per Baudrillard, la «commercializzazione indifferenziata di tutto [tipicamente occidentale]  si rivelerà essere stata, piuttosto, un'estetizzazione indifferenziata di tutto – ovvero la sua spettacolarizzazione cosmopolita, la sua trasformazione in immagini, la sua organizzazione semiologica». Quale conseguenza, quindi, «gli ambiti precedentemente divisi dell'economia, dell'arte, della politica, e della sessualità, si fonderanno gli uni negli altri e l'arte penetrerà tutte le sfere dell'esistenza». Secondo Baudrillard, «la nostra società ha dato vita così a una generale estetizzazione: tutte le forme culturali – comprese quelle della contro-cultura – sono soggette a meccanismi di promozione, e tutte le modalità [ad esse connesse] di rappresentazione o non-rappresentazione ne fanno parte».

### Elementi di percezione e interpretazione

#### Immagini fisse
Quando un osservatore si trova di fronte a un quadro, a una fotografia o a un cartone animato, di fatto, si trova davanti a un'immagine statica. Questo semplice fatto potrebbe indurre a credere che le capacità analitiche necessarie all'interpretazione di quell'immagine fissa siano inferiori a quelle richieste per l'interpretazione di una scena filmica. Per esempio, se un fotografo scatta una sola foto della lotta di un agente durante l'arresto di un giovane, il significato denotativo che se ne potrebbe dedurre sarebbe: “un fotografo scatta la foto, quando un uomo che indossa l'abito tipico di un agente di polizia sta lottando con un altro uomo di una certa specifica età”. D'altro canto, sul piano della connotazione il significato potrebbe oscillare tra: “forze dell'ordine in azione” e “lotta eroica per asservire un terrorista durante un tentativo di emissione di gas Sarin”, o “la polizia usa eccessiva forza per arrestare un dimostrante non violento”, o anche “una stravagante festa in costume finisce male”. L'attribuzione di uno specifico sottotesto è a discrezione di colui che scriverà il titolo, agli eventuali redattori e ai lettori.
Tuttavia, secondo Susan Sontag, alcune fotografie sono diventate dei “punti di riferimento etici”, proprio perché sono state mostrate più volte – per esempio le foto delle vittime di Bergen-Belsen e della loro liberazione (1977). Da questo punto di vista, il sottotesto di una certa immagine, sebbene connotativamente aperto, viene ristretto. Ciò accade proprio in virtù di una certa familiarità con l'immagine stessa e magari anche per un suo uso ricorrente ed eccessivo, ma soprattutto a causa delle credenze culturali dominanti relative all'Olocausto.

#### Film e Video

##### I reportage giornalistici
Nell'esempio descritto sopra – la foto del poliziotto che arresta un uomo – il regista, il produttore o l'editore hanno grande spazio di manovra per ricontestualizzare la scena. Uno dei procedimenti più tipici è la frammentazione della ripresa, o una descrizione composta a partire da un punto di vista vantaggioso per l'emittente, o, ancora, montando le sue componenti a piacimento. In questo senso, quindi, il montatore di un film o di un video può produrre una sequenza di immagini nient'affatto realistica. Le singole inquadrature vengono tagliate e riassemblate grazie a una serie di regole semiotiche specifiche, in modo da influenzare fortemente la lettura del pubblico. E comunque, anche senza l'intervento del montaggio o di una specifica alterazione, la stessa “mise en scene” di un film o di una registrazione video, e i suoi elementi non verbali possono essere trattati in modo da diventare espliciti, anche più di quanto non lo siano a un ipotetico “livello zero” (imparziale) di percezione. In tal modo, si ottiene la possibilità di guidare il pubblico in quella che sarà l'attribuzione finale di significato della scena stessa.
Inoltre, il valore (semiotico) di quel video in quanto segno sarà determinato dalla sua relazione con altri segni del sistema (o contesto) nel quale è inserito. Così, se il video è incluso in un programma televisivo giornalistico di fama, esso acquisirà un maggiore valore di indice, e il suo status sarà più facilmente considerato affidabile quale “prova”, per esempio, di un evento reale. In termini semiotici, le parole pronunciate da un presentatore televisivo saranno simboliche (ovvero specificamente segniche), e le immagini mostrate varranno sia come indici che come icone. Dunque, il valore semiotico generale del video cambierà se esso verrà trasmesso all'interno di un programma satirico o corredato da un certo titolo (es.: “ondate di crimine nelle strade” o “un dimostrante assalito brutalmente dalla polizia”). Questi elementi di contesto funzionano da indici, i quali possono aiutare l'osservatore ad accertare una certa plausibilità e credibilità, o valore e verità di contenuto. La violenza mostrata sullo schermo può essere “estetizzata” grazie al valore dei segni usati dal presentatore, o grazie ai titoli posti sullo schermo, o in virtù di una relazione con qualunque altro tipo di segni pertinente e presente all'interno dello stesso macro-testo (il programma televisivo), o in altri testi ad esso affiancati (es.: il video sull'arresto viene preceduto da un servizio che riguarda comportamenti criminali e antisociali).

##### Fiction
Se la medesima scena viene allestita da un produttore televisivo o cinematografico, il pubblico sarà naturalmente e intuitivamente predisposto a considerarla meno “reale”: tutti sanno che la “mise en scene” è resa in relazione alla sensibilità del regista o del produttore, e quindi, di fatto, è “filtrata”; le luci, i costumi, la costruzione, la recitazione, il montaggio e la colonna sonora verranno combinati tra loro per trasferire al pubblico le intenzioni del produttore.
In questo senso, i testi e le immagini relative a eventi criminali, alla violenza in genere e alla guerra veicolate all'interno dei mass-media si sono ormai consolidate in generi e usano convenzioni narrative specifiche, personaggi stereotipati, cliché e metafore ricorrenti. È interessante notare che alcune di queste convenzioni mirano proprio a “naturalizzare” il contenuto e a farlo sembrare più reale – ma ciò non toglie che siano “artifici” (ovvero, in senso semiotico, specifici comportamenti comunicativi). Viceversa, esistono altri meccanismi espressivi che mirano volutamente alla rottura di queste convenzioni di “realismo” (scorci, inquadrature di taglio, montaggio rapido, ralenti), creando gli effetti appunto tipici dell'estetizzazione della violenza.

##### Analisi di alcuni film
In Sotto accusa (1988) il regista Jonathan Kaplan mette in scena uno stupro, in modo molto dettagliato e tenendo presente la morale e i presupposti di legge dello spettatore, il quale, se da un lato non è coinvolto nell’aggressione sessuale, dall’altro è come se ne incoraggiasse lo svolgersi.
La brutalità e la violenza della rappresentazione – che in un altro contesto sarebbe stata classificata come pornografia esplicita – mira a offendere gli spettatori, ma nello stesso tempo viene da loro accettata in quanto contestualizzata e necessaria al rinforzo del sottotesto politico e sociale della sceneggiatura.
Sotto accusa è un film che vuole lavorare sul piano della sensibilizzazione, ovvero una forma di modellazione del comportamento e dei valori sociali. Infatti, nella manifestazione esplicita dell'azione “inaccettabile” esso vuole suscitare una reazione dura e intransigente che allontani la possibilità di una qualunque imitazione o emulazione. Secondo Seymour Feshbach, questo genere di film potrebbe perfino stimolare una catarsi (1955; v. anche Feshbach & Singer 1971), poiché permette la scarica dell'aggressività latente dello spettatore, riducendo la possibilità di comportamenti violenti. Tali conclusioni vorrebbero suggerire, quindi, che la rappresentazione realistica della violenza è un bene dal punto di vista sociale e la sua messa in onda non dovrebbe essere limitata. Per contro, con la sua teoria della disibinizione, Leonard Berkowitz (1977, 1986) sostiene che in alcune persone, l'aggressività viene naturalmente regolata e “repressa”, ma un ossessivo interesse per un immaginario violento fruito tramite il cinema o la televisione, potrebbe indebolire questa naturale capacità inibitoria, guidando al rilascio dell'aggressività, a quel punto percepita come accettabile. Tale visione è del tutto affine alla cosiddetta teoria della desensibilizzazione, secondo la quale la fruizione di un immaginario violento condiziona gradualmente lo spettatore fino a condurlo alla percezione della violenza quale evento “normale”, affievolendo, così, la sensibilità “naturale” nei confronti dei comportamenti aggressivi presenti nella vita di ogni giorno.
Mattew Crowder analizza l'estetizzazione della violenza in Strange Days, un film di Kathryn Bigelow (1995), in particolare in riferimento alle scene di stupro. La donna aggredita è «filmata in tempo reale, ricorrendo a un'inquadratura soggettiva».
Strange Days, infatti, racconta la storia di Lenny Nero, il quale vive vendendo un dispositivo tecnologico illegale che permette a chiunque lo possegga di registrare le proprie esperienze sensoriali, in modo che altri possano, in un secondo momento, ripetere quelle stesse esperienze e inserirle direttamente nel proprio cervello. Grazie a questo dispositivo, Max, uno stupratore, registra l'aggressione ai danni di Iris e consegna il minidisc all'ignaro Lenny. La figura di Max, «colui che ha perpetrato la violenza, e che ha il controllo dell'apparato di ripresa» è una citazione dei killer psicopatici di altri film, quali L'occhio che uccide (Michael Powell, 1960), e Halloween, la notte delle streghe (John Carpenter, 1978). Anche in questo caso, Max, sembra percepire se stesso come una sorta di artista, il cui compito è riprendere lo stupro e inviarlo poi a Lenny. «La prospettiva in soggettiva, scelta per filmare la scena di stupro è decisamente spietata. La telecamera non si sposta mai dalla paura e dal panico di Iris, il cui corpo non è solo imprigionato dal killer ignoto [non visibile], ma anche soggetto a questo sguardo fisso che non indietreggia davanti a nulla, in nessun momento. Dal punto di vista dello spettatore, esso rappresenta una forma di punizione perché rende colui che guarda [fuori o dentro lo schermo] complice dello stupro, anche in funzione della sua totale passività». Secondo Crowder, «il carattere della telecamera in soggettiva – elemento estetico del film – ovvero la sua natura sadica, voyeuristica e scopofilica, si rivela in tutta la sua depravazione». «L'esperienza estetica collegata alla scena di stupro è quella di uno shock, di orrore, di dissociazione, di passività, proprio quale riflesso [sul piano della scelta estetica] del corpo indifeso di Iris mostrato come un semplice oggetto». Il ricorso all'interno del film del video registrato rappresenta una significativa rottura dei tipici codici cinematografici hollywoodiani, ma soprattutto un espediente estetico di grande rilievo, poiché rompe anche il normale meccanismo di identificazione con il personaggio o la narrazione».
Carla Peterson, professore dell'università del Maryland, nel suo articolo Director joins boys' club - and it only costs her compassion (1995), critica fortemente la Bigelow per la scena di stupro definendo il film misogino, offensivo, e “aproblematico”. Tuttavia, secondo Crowder, la Peterson malinterpreta la scena e tutto il film, poiché la estrapola dal suo contesto, dimenticando così di prendere in considerazione quegli elementi circostanziali a cui era assegnato il ruolo di significanti critici, sia nei confronti di Hollywood che nei confronti del cinema in generale quale strumento di dominio maschilista. Al contrario, Crowder legge Strange Days in un contesto femminista, ed è questa intonazione ad essere forse il suo più «persuasivo effetto estetico». Egli ritiene che il film possa essere visto come un discorso auto-referenziale, dove il cinema prende coscienza di sé, un discorso che, in parte «concerne l'atto di un giudizio estetico»; anzi, ancora, «la sequenza narrativa del film può essere interpretata quale allegoria del problema estetico e del valore».
Arancia meccanica è un film del 1971 scritto, diretto e prodotto da Stanley Kubrick e tratto dal romanzo omonimo di Anthony Burgess. L'impianto narrativo, inserito sullo sfondo di un'Inghilterra futuribile (circa il 1995 come poteva essere immaginato nel 1965), segue la vita di Alex, il leader di una gang di adolescenti. Analizzando la pellicola, Alexander Choen, suggerisce che l'ultraviolenza del giovane protagonista «rappresenta il punto di rottura stesso di una cultura […] I membri della gang perseguono una violenza futile e decontestualizzata quale mero intrattenimento e quale fuga dal vuoto della distopia della società a cui appartengono». Choen afferma che, nel film, «la violenza della moderna tecnologia si riflette nell'ultraviolenza - la violenza cioè al di là di se stessa». La scena dell'uccisione della donna nella sua stessa casa è, secondo Choen, «la scena di una morte estetizzata»: l'ambiente è pieno di opere d'arte che esprimono un significato di forte sessualità ed anche di sottomissione. Essa, allora, rappresenta la «lotta tra l'arte colta che ha estetizzato la violenza e il sesso quale forma d'arte autonoma, e l'indiscutibile e perfetta supremazia post-moderna dell'immagine».